# Mevce
Mevce – wieś w Słowenii, w gminie Ivančna Gorica. W 2018 roku liczyła 28 mieszkańców.